# Метсалаане
Ме́тсалаане (ест. Metsalaane küla) — село в Естонії, у волості Елва повіту Тартумаа.

## Населення
Чисельність населення на 31 грудня 2011 року становила 162 особи.

## Географія
Село розташоване в північному передмісті Елва.

## Історія
До 24 жовтня 2017 року село входило до складу волості Конґута.